# شارشا
شارشا (به لاتین: Sharsha) یک منطقهٔ مسکونی در بنگلادش است که در ناحیه جسور واقع شده‌است. شارشا ۳۳۶٫۳۴ کیلومتر مربع مساحت و ۳۴۱٬۳۲۸ نفر جمعیت دارد.